# قائمة الحيوانات المستنسخة
هذه قائمة للحيوانات التي تم استنساخها مرتبة أبجدياً. أحد الجوانب الهامة من هذه القائمة هي توثيق إجراءات استنساخ الحيوانات.

## جاور
- في عام 2001 في مركز سيوكس بولاية آيوا بالولايات المتحدة الأمريكية، ولدت جاور مستنسخة من بقرة محلية، ومع ذلك توفت في غضون 48 ساعة.[1]

## حصان
- في عام 2003، أول حصان مستنسخ في العالم بروميتيا "Prometea" ولدت.[2]

## خنزير
- في أغسطس 2000 تم استنساخ الخنزيرة «زينا».[3]

## ذباب الفاكهة
- تم استنساخ خمسة ذبابات فاكهة متطابقة وراثياً في مختبر الدكتور فيت لويد "Vett Lloyd" في جامعة دالهوسي في هاليفاكس، نوفا سكوتيا، كندا.[4]

## شبوط
- في عام 1963 نجح العالم تونغ ديتشو في استنساخ أول سمكة في العالم عن طريق وضع الحمض النووي لذكر الشبوط في بويضات السمكة الأنثى.

## غزلان
- في 23 مايو 2003 تم استنساخ الغزال ديوي "Dewey" في جامعة تكساس.[5]

## فئران
- في عام 2003 تم استنساخ الفأر رالف "Ralph" في فرنسا.[6]

## قرود
- في أكتوبر 1999 تم استنساخ القردة تيترا (أنثى) عن طريق تقسيم الجنين.[7]
- في عام 2022 تم استنساخ قرد مكاك ريسوسي عن طريق تقنية النقل النووي للخلايا الجسدية.[8]

## قطط
- في عام 2004 تم استنساخ أول قط تجاري والمعروف بليتل نيكي "Little Nicky".[9]

## نمس
- في عام 2004 تم استنساخ النمس ليبي والنمس يللي "Libby and Lilly" عبر نقل نواة الخلية من خلال الانصهار.[10]

## وعل
- في عام 2009 تم استسناخ وعل من نوع البرانس المنقرض ولكنه توفى بعد 7 دقائق، وذلك بسبب العيوب الجسدية بالرئتين [11]، وكان الرانس هو أول نوع منقرض يعود إلى الحياة.